# Vagos
Vagos és un municipi portuguès, situat al districte d'Aveiro, a la regió del Centre i a la subregió de Baixo Vouga. L'any 2004 tenia 12.940 habitants. Limita a nord amb Ílhavo, a nord-est amb Aveiro, a l'est amb Oliveira do Bairro, la sud-est amb Cantanhede, a sud-oest amb Mira i a l'oest amb l'oceà Atlàntic.

## Població
| Població del concelho de Vagos (1801 – 2004) | Població del concelho de Vagos (1801 – 2004) | Població del concelho de Vagos (1801 – 2004) | Població del concelho de Vagos (1801 – 2004) | Població del concelho de Vagos (1801 – 2004) | Població del concelho de Vagos (1801 – 2004) | Població del concelho de Vagos (1801 – 2004) | Població del concelho de Vagos (1801 – 2004) | Població del concelho de Vagos (1801 – 2004) |
| -------------------------------------------- | -------------------------------------------- | -------------------------------------------- | -------------------------------------------- | -------------------------------------------- | -------------------------------------------- | -------------------------------------------- | -------------------------------------------- | -------------------------------------------- |
| 1801                                         | 1849                                         | 1900                                         | 1930                                         | 1960                                         | 1981                                         | 1991                                         | 2001                                         | 2004                                         |
| 4047                                         | 6961                                         | 11954                                        | 15860                                        | 20250                                        | 18548                                        | 19068                                        | 22017                                        | 23205                                        |

## Freguesies
- Calvão
- Covão do Lobo
- Fonte de Angeão
- Gafanha da Boa Hora
- Ouca
- Ponte de Vagos
- Santa Catarina
- Santo André de Vagos
- Santo António de Vagos
- Sôsa
- Vagos